# Eppu Normaali
 (février 2017).
Si vous disposez d'ouvrages ou d'articles de référence ou si vous connaissez des sites web de qualité traitant du thème abordé ici, merci de compléter l'article en donnant les références utiles à sa vérifiabilité et en les liant à la section « Notes et références ».
Eppu Normaali est l'un des groupes de rock les plus populaires de Finlande. Débutant en 1976 avec un style punk-rock, il a évolué vers des compositions pop-rock au début des années 1980.

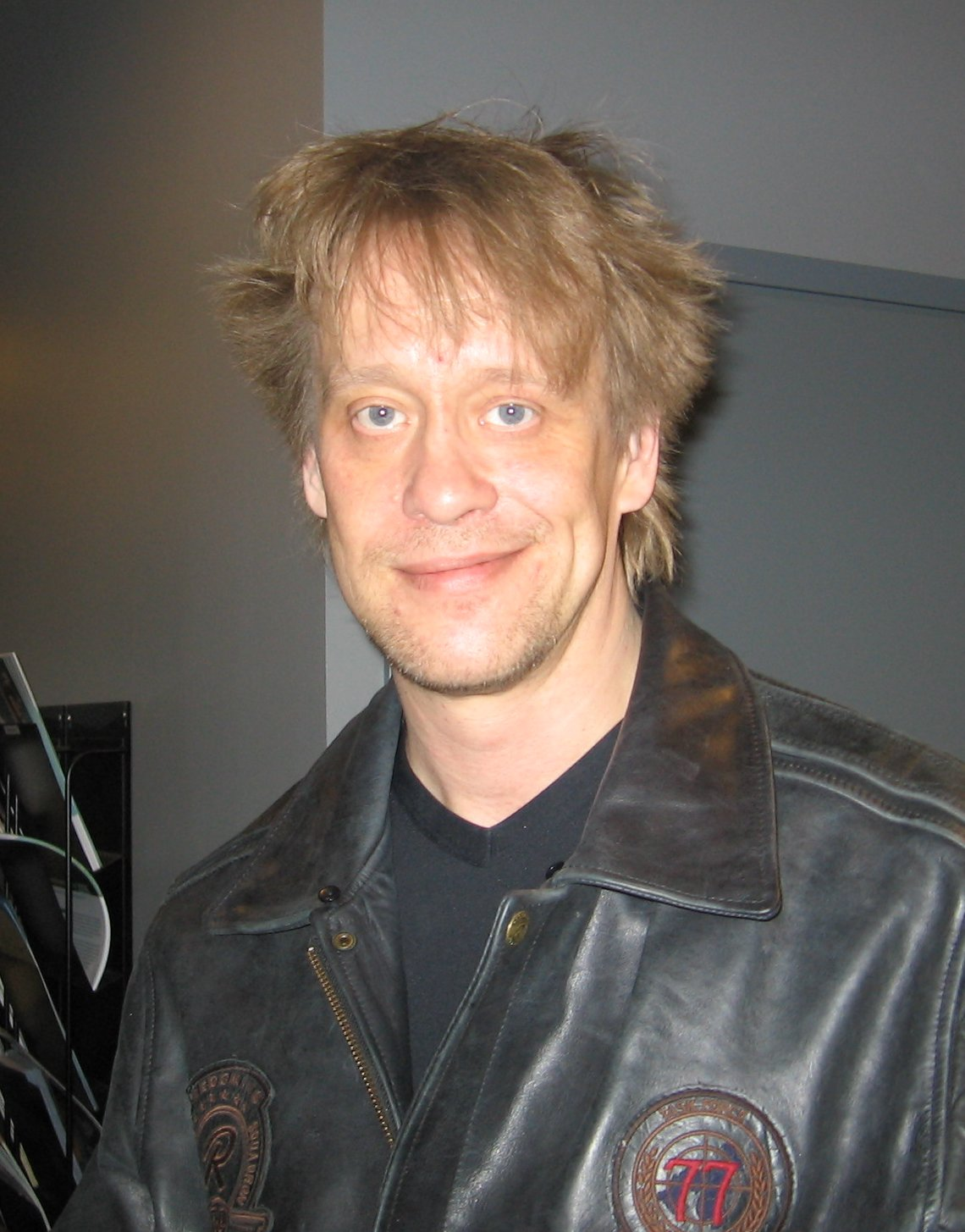
Martti Syrjä, chanteur et membre fondateur du groupe

Certains morceaux d'Eppu Normaali sont devenus des «tubes» intemporels en Finlande, comme Poliisi pamputtaa taas («La police matraque encore») ou Baarikärpänen («Pilier de bar»). Aussi efficace musicalement que textuellement, notamment pour l'humour de certaines paroles, Eppu Normaali s'est imposé comme une référence du rock finlandais. Mais son succès n'a pratiquement pas dépassé les frontières nationales.

## Discographie

### Albums en studio
- Aknepop (1978)
- Maximum Jee & Jee (1979)
- Akun tehdas (1980)
- Cocktail Bar (1981)
- Tie vie (1982)
- Aku ja köyhät pojat (1983)
- Rupisia riimejä, karmeita tarinoita (1984)
- Kahdeksas ihme (1985)
- Valkoinen kupla (1986)
- Imperiumin vastaisku (1988)
- Historian suurmiehiä (990)
- Studio Etana (1993)
- Sadan vuoden päästäkin (2004)
- Syvään päähän (2007)
- Mutala (2011)

### Albums live
- Elävänä Euroopassa (1980)
- Onko vielä pitkä matka jonnekin? (1994)